# Breinlova vila
Breinlova vila v Kraslicích je secesní stavba z počátku 20. století. Nachází se ve vilové zástavbě při levém břehu Stříbrného potoka v ulici Lipová cesta. Budova je využívána jako mateřská škola.
Budova je chráněna od roku 2012 jako kulturní památka České republiky.

## Historie
Honosnou reprezentativní vilu nechal pro sebe a svoji manželku postavit významný a bohatý kraslický továrník Anton Richard Breinl, rodák z Kynšperku nad Ohří. Breinl byl majitelem firmy na výrobu hudebních nástrojů, ve které se vyráběly i dětské hračky. Jako známý kraslický podnikatel byl členem různých podnikatelských společností, např. chebské obchodní komory. Vilu pro podnikatele Breinla navrhl teplický architekt Otto Steinl. Objekt ve stylu romantizující secese byl postaven v roce 1903. Datace je uvedena i na fasádě stavby. Po smrti Antona Richarda Breinla v roce 1928 připadla vila jeho manželce Anně. Manželství Antona a Anny Breinlů bylo bezdětné a po roce 1934 se vlastnictví vystřídalo více majitelů.
Po vysídlení německého obyvatelstva získalo vilu v roce 1950 město Kraslice.
Od roku 1963 využívá Breinlovu vilu dvoutřídní mateřská škola s pojmenováním MŠ Zámeček se stanovenou kapacitou 56 dětí.

## Stavební podoba
Samostatně stojící objekt ovlivněný romantizující secese byl postaven ve své době v oblíbeném typu tzv. anglické cottage. Na první pohled zaujme filigránské zpracování motivů ve výzdobě fasádách, vitrážích, dveřích nebo litinových doplňcích, jako jsou např. zábradlí, mříže a oplocení. 

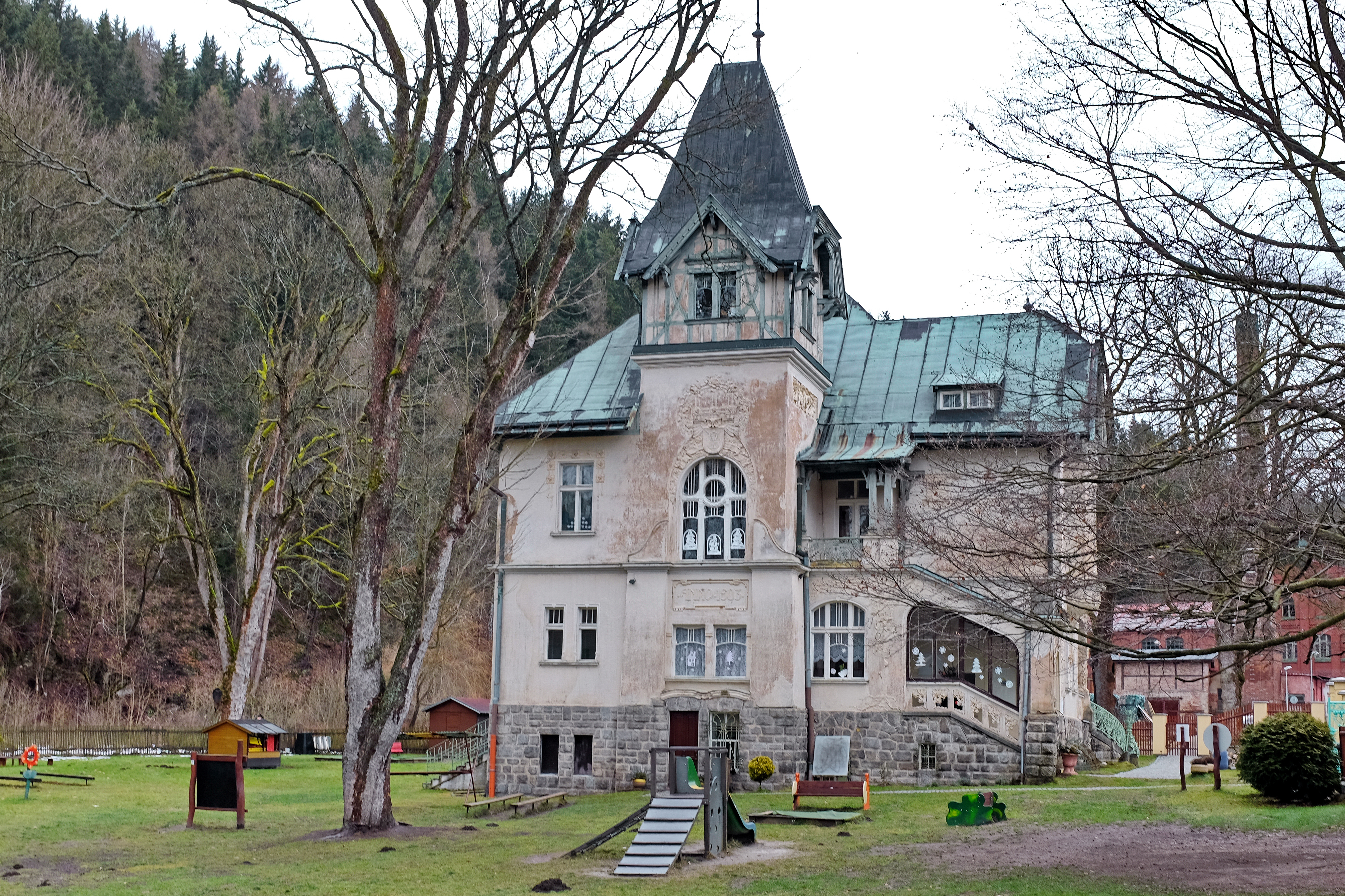
Pohled od jihozápadu

Vilu tvoří rohový průnik dvou kvadratických těles s masivní čtyřbokou předstupující věží. Věž je zakončena vysokou dlátkovou střechou. Průčelí budovy je členěno centrálním rizalitem s arkýřem v jeho ose. Arkýř je nesen kuželovou konzolou a je završen balkonem s dřevěným zábradlím. Na konzole je výrazný štukový motiv kaštanu, typický pro Steinlovu tvorbu. Štít je doplněn hrázděním vytvářejícím secesní ornament, jenž rámuje vchod na balkón. Jihovýchodní nároží doplňuje válcový arkýř, jehož fasádu zdobí štukové reliéfy andělů, hrajících na různé hudební nástroje, motivy mající vazbu na industriální prostředí Kraslic i výrobní zaměření investora. Horní patro věže je má hrázdění podobné jako má štít centrálního rizalitu. Po obou stranách centrálního rizalitu se v úrovni prvního patra nacházejí balkóny s litinovým zábradlím. Západní balkón má kryté schodiště, vložené do koutu k věži. Východní balkón vytváří druhou vstupní místnost otevírající se arkádou do ulice. Parter budovy zvýrazňuje mohutný sokl z bosovaného kamenného zdiva. Vila je zastřešena valbovými střechami s plechovou krytinou. Spolu se zahradou je oplocená litinovým plotem na nízké kamenné podezdívce se zděnými sloupky s kamennou hlavicí.
Do vily vede krátké kamenné schodiště do zvýšeného přízemí. Za hlavním vchodem se nachází malý vestibul, odkud vedou dveře do centrální obytné haly s vloženým schodištěm, které propojuje celý prostor domu. Jednotlivé místnosti v přízemí jsou přístupné z obytné haly. Prostor schodiště je zastropen náročně řešeným podhledem. V interiéru se dochovala řada původních prvků a konstrukcí, jako např. dřevěná schodiště se zábradlím, obložení stěn, dveře či štuková výzdoba.
Přestože na objektu probíhala pouze běžná údržba bez zásadních rekonstrukcí a vyžaduje restaurování, je pořád ještě v uspokojivém technickém stavu.
Budova je obklopena rozsáhlou zahradou s původně dvěma památnými stromy. Jeden z nich však byl v roce 2013 z důvodu bezpečnosti dětí MŠ pokácen. Druhý památný strom pojmenovaný jako Klen u secesní vily roste v severní části zahrady.